# Pagnano (Asolo)
Pagnano (Pagnan in veneto) è una frazione del comune di Asolo, in provincia di Treviso.

## Geografia fisica
Sorge su una conca a nord-ovest dal capoluogo comunale, da cui dista circa 2,5 km. Il territorio si estende alla destra del Muson (che qui accoglie le acque del torrente Erega) e si caratterizza per la presenza di modesti rilievi collinari, culminanti nei 176 m s.l.m. del colle Cogorer.
La frazione è collegata al centro storico di Asolo (per la precisione il quartiere di Sant'Anna) attraverso il Foresto di Pagnano.

## Storia
La civiltà ha fatto la propria comparsa a Pagnano in tempi remoti, come testimoniano i reperti archeologici risalenti alla preistoria. La zona era infatti ideale per l'insediamento umano, favorita dal passaggio dei due corsi d'acqua (sul Muson si trovava anche un comodo guado) e, durante il periodo romano, dalla vicinanza al municipium di Asolo. Lo stesso toponimo dovrebbe essere un prediale riferito a un proprietario dell'epoca, un Pagnius o Panius.
Alcuni documenti medievali ricordano la presenza di un castello, forse sorto durante le invasioni degli Ungari; passato a diverse signorie locali, fu infine distrutto dopo la disfatta degli Ezzelini (XIII secolo). Nei pressi del fortilizio si trovava un ospizio con una chiesa, gestiti per un periodo dai Cavalieri di Malta.
Nel 1339 Pagnano seguì le sorti della Marca Trevigiana e fu sottomessa alla Serenissima, la quale la assegnò alla Podesteria di Asolo.
Nel 1547 avvenne una strage ai danni degli Ebrei effettuata dai contadini pagnanensi; il Governo della Serenissima punì severamente i responsabili.
Pagnano fu comune autonomo fino al 1806, quando ci fu l'accorpamento di comuni che aggiunse al comune di Asolo gli ex comuni di Castelcucco, Crespignaga, Monfumo e Pagnano; attualmente Castelcucco e Monfumo sono entrambi comuni, mentre Crespignaga è frazione del comune di Maser.

## Parrocchie e chiese
Nel territorio della frazione c'è una parrocchia principale, intitolata a San Giovanni Battista, e quattro chiesette: la prima si trova nel viale che affianca il cimitero, intitolata ai Santi Cosma e Damiano. La seconda, intitolata a San Valentino, si trova in Contrada Bernardi. La terza si trova in via San Gregorio, intitolata proprio come la via. L'ultima e la più antica si trova al confine tra Pagnano e Castelcucco, risalente al XIV secolo e intitolata a San Martino.